# 双路镇 (静乐县)
双路镇，原为双路乡，是中华人民共和国山西省忻州市静乐县下辖的一个乡镇级行政单位。2021年5月，撤销中庄乡、双路乡，合并设立双路镇。以原中庄乡和原双路乡的行政区域为双路镇的行政区域。

## 行政区划
双路镇下辖以下地区：
上双路村、下双路村、南沟村、张旗村、马家湾村、黄家沟村、土沟村、狼儿沟村、兰家山村、砚湾村、神家村、南黄韦村、北黄韦村、干连沟村、泉庄村、安子坪村、岔口村、刘家庄村、崔家沟村、季家庄村、东庄村、赵家沟村、石栈村、安子上村、元洛村、斗康村和程子坪村。
五村、石咀头村、中庄村、中寨上村、樊家村、白道底村、盆子水村、红崖上村、向阳村、周家沟底村、长坪村、堡子湾村、六谷洼村、西沟底村、盆家岩村、史家岭村、南庄梁村、辛庄则村、段家沟底村和北骡子窊村。